# Xanthorhoe epia
Xanthorhoe epia là một loài bướm đêm trong họ Geometridae.